# Gelka (zenekar)
A Gelka egy magyar elektronikus, könnyűzenei produkció. A zeneszerző mögötte Kürti Csaba. 
Megjelent már az Om Records-nál, a Ministry of Sound-nál, a Stereo Deluxe-nál, a Wax On Records-nál és a Warp-nák. Gelka 2003 óta a Café del Mar előadója, több mint 20 CDM válogatáslemezzel, három Café del Mar album összeállításával és keverésével: Chillhouse 9, ChillWave 2, ChillWave 3. 2022-ben indított egy mixtape-sorozatot is Café del Mar – Evolution of Chill címmel az Apple Music platformon.

## Stílus
A Gelka hangzása egyedi keveréke az ambient, lassú house, trip-hop és neoklasszikus irányzatoknak, amivel Magyarország egyik legismertebb chillout előadójává vált. Munkáját a dallamos, atmoszférikus hangzásvilág és az élő hangszerhasználat, mint a zongora, gitár és dobok jellemzik. Gelka dalai gyakran vendégénekeseket vonultatnak fel, olyan előadókat, mint Beth Hirsh, Mozez, Sena, Sam Brookes vagy Natalie Holmes.
Gelka korábban egy duóprojekt volt Dömötör Sándorral, de 2016 óta szólóprojektként működik.

## Történet
Alex és Sergio a ’90-es években találkozott először. Sokáig session zenészként, zeneszerzőként ill. producerként dolgoztak együtt, majd 2003-ban alapították meg a Gelkát.
2003-ban a Café del Mar akkori rezidense, Bruno From Ibiza kiválasztotta a „Please keep your ticket till the end” című számukat a készülő Café Del Mar – Dreams 3 című válogatás albumra, amely végül 2003 decemberében jelent meg. A Café del Marral való kapcsolat hosszú időre meghatározta pályájukat, 2004-ben a 25. évfordulós albumon, a Café Del Mar 25th Anniversary-n szerepeltek a Hidding Place című dallal, majd 2006-ban a Café del Mar – Dreams 4-en a Rising, és a Café del Mar – Volumen 13-on pedig az „Os Pastores da Noitte” kapott helyet.
2006 volt a fordulópont a Gelka számára, hiszen ebben az évben ismerkedtek meg George Evelynnel (dj Ease – Nightmares on Wax), aki végül leszerződtette a srácokat az akkoriban induló lemezcégéhez, a Wax On Records-hoz. Még abban az évben kezdtek el együtt dolgozni az Under my Star című számon Beth Hirsch-szel (Air – All I Need, You’ll maki it easy) együtt, ami a Café Del Mar – Volumen 15-on jelent meg 2008 nyarán.
Az első nagylemez, a Less is More 2008. szeptemberben jött ki a Wax On Records-nál, olyan közreműködőkkel, mint Sena (Marcel, Irie Maffia, Barabás Lőrinc Eklectric, Dj Vadim, Pluto Project), Ella May (Nightmares on Wax), és Ricky Ranking (Nightmares on Wax, Roots Manuva, Banana). Az album számai 2009 szeptemberéig több mint 35 válogatáslemezen szerepeltek olyan kiadóknál, mint a Stereo Deluxe, Ministry of Sound, Wave Music, Sony-BMG, Om Records, CKP, High Music, Soulstar Germany, Rootdown Records. A Nightmares on Wax Flip Ya Lid című számához készített remixük pedig a Though So nevet viselő album japán kiadásán jelent meg a Warp Records gondozásában. 2008-ban készült el közös számuk az amerikai költőnővel, Jennel, az Effortless Jen Mellow Dramas című albumán jött ki a Stereo Deluxe-nál. A Senával írt Blame című dalhoz Vajda Melinda és Jankai Krisztián készített egy animációs videót.
A duó később 2016-ban adta ki utolsó közös lemezét, a Stardust Memories-t Senával, aki az Irie Maffia énekeseként is ismert.
Majd 2019-ben jelentkezett ismét a Gelka már szólóban, Csaba készítette a Café Del Mar Chillwave3 mixlemezt, amin az Open című száma debütált Sam Brookes-szal. Ez a dal jelezte Csaba zenei váltását, aki a hip-hop-ot hátrahagyva elektronikusabb vízekre evezett, egyre több klasszikus behatással és zongorával.
2020-ban meg is érkezett a Whishful Thinking című lemeze, ahol a Sleep Swimming című számmal felfedte a Gelka új irányát az éteribb amibient zenék világába. Ebben az évben duplázott is egy kifejezetten dobmentes ambient lemezzel, ami Terrestrials címet kapta.
2021-ben érkezett a Gelka eddigi legnagyobb vállalása, a Particles című lemez ami a nagysikerű Open című dalt követve olyan közös szerzeményeket sorakoztatott fel még Sam Brookes-szal, mint a Reach for Nothing, a Lights in my Mind. A Lemezen Csaba a szintén magyar house mesterrel, Fortebával dolgozott, és Nuage illetve Subsets remixek is megjelentek rajta.
2023-ban ismét új nagylemezzel érkezik, a Connections a Gelka eddigi legpopposabb lemeze, a már a Particles című lemezen bemutatkozó Natalie Holmes énekessel, akivel igazi dreampop utazást épített fel.

## Sikerek
4 albumával (Less Is More, Stardust Memories, Wishful Thinking, Particles) Gelka több mint 50 millió lejátszást ért el a Spotifyon, az Apple Music-on, a YouTube-on, a Tidalon stb. Mashupjai és újra szerkesztései a legtöbbet hallgatott mixtapek között vannak a Mixcloudon, több mint 62 ezer követővel, mixtapei többször szerepeltek a Mixcloud év végi listáin. 2022-ben és 2023-ban rendszeresen készített mixtapeket az Ibiza Sonica Radio számára, és a BBC Radio 1-nek is készített mixtapeket, illetve többek között Gelka Mix-szel debütált az Apple Dj platformja.
Zenei karrierje mellett Kürti Csaba saját lemezkiadóját is üzemelteti Audiodiary néven, amely a chillout, downtempo és ambient zene területére összpontosít. Emellett más művészek és zenekarok számára is dolgozik zenei producerként. Remixeket készített Edapollo, Akacia, Subsets, Nightmares on Wax, Mozez (a Zero 7-ből), Equador, GUTS, Afterlife stb. számára. A "Open" című dala Sam Brookes népi énekes (ismerős lehet a Basement Jaxx, Phaeleh kapcsán) közreműködésével 3,9 millió lejátszást ért el a Spotifyon. Többek között együttműködött olyan művészekkel és énekesekkel, mint Synkro, Forteba (Plastic City, Kompakt), Sena (Irie Maffia, DJ Vadim), Beth Hirsch (AIR), Phoenix Pearle / Sara Garvey (Nightmares on Wax, MJ Cole), Mozez, Ricky Ranking (Roots Manuva), és készített mixtapeket Synkroval (Apollo Records, R&S), Nuagegal (Anjunadeep) stb.

## Albumok, kislemezek
- Less Is More – nagylemez – Wax On Records – 2008
  - So many Ways
  - Rasta Baby
  - Blame
  - Burlesk
  - Callin'
  - Find the Peace
  - When You Gotta Go You Gotta Go
  - Soon
  - Eau Rouge pt1.
  - Eau Rouge pt2.
  - Angry Eyes
  - Hungarian Voodoo
  - The Last Tree
  - Flow Motion
  - Tea Kettle's Dream
- So many ways – remix bakelit – Wax On Records – 2008
  - A1 So Many Ways (Marcel rmx)
  - A2 So Many Ways (Piano Segundo rmx)
  - B1 So Many Ways (Sub Machena rmx)
  - B2 So Many Ways (Negghead rmx)
- Soon – single – Wax On Records – 2009
  - Soon (original album version)
  - Soon (Nightmares On Wax mix)
  - Soon (The DEADBEATS rmx)
  - Blame (original album version)
  - Soon (Nightmares On Wax exclusive mix)
  - Blame video

## Diszkográfia
- 2003 – Café del Mar – Dreams 3 – Please Keep Your Ticket till the End
- 2004 – Café del Mar – 25th Anniversary – Cd1 – Hidding Place
- 2006 – Café del Mar – Volumen 13 – Cd1 – Os Pastores Da Noite
- 2006 – Café del Mar – Dreams 4 – Cd1 – Rising
- 2008 – Wax On Records – So Many Ways, When Ya Gotta Go..., Flow Motion (rmx) @ Wax On Records
- 2008 – Wax On Records Label Sampler – So Many Ways /vinyl @ Wax On Records
- 2008 – Feelibiza Compilation Cd – So Many Ways Ft. Sena
- 2008 – Klassik Lounge 7 Compilation Cd1 – So Many Ways@ Klassik Radio/ High Music
- 2008 – Cafe del Mar – Volumen 15 – Cd2 – Gelka ft. Beth Hirsch – Under my star
- 2008 – So Many Ways remixes (Marcel, Sub Machena, Piano Segundo) vinyl @ Wax On Records
- 2008 – Guts – Take a Look Around – remix vinyl – Gelka rmx – @ Wax On Records
- 2008 – GELKA – LESS IS MORE (the album) @ Wax On Records
- 2008 – Jazz Magazine (nl) Jazzadelic Compilation – So Many Ways
- 2008 – Sexy Lounge Compilation – cd1 – So Many Ways @ BMG
- 2008 – Jen/Mellow Dramas Album – Effortless @ Stereo Deluxe
- 2008 – N.O.W. – Thought So... Limited album for Japan – Flip Ya Lid (Gelka mix) @ Warp Records
- 2008 – Get Your Stereo Deluxed Vol. 2 – Effortless @ Stereo Deluxe
- 2008 – Obsession Lounge Vol 3. – Rasta Baby
- 2008 – Easy Beats 4 – So Many Ways
- 2008 – Sounds Like Stilwerk Vol 3 – When Ya Gotta Go Ya Gotta Go
- 2008 – Paradisiaco compilation – Gelka – When Ya Gotta Go Ya Gotta Go
- 2008 – Wonnemeyer Vol.6 (on The Beach) – Jen Meets Gelka – Effortless
- 2009 – Music For Cocktails Elite Edition' – Soon
- 2009 – Om Lounge 15 Year Anniversary Edition – Rasta Baby
- 2009 – Nighatares On Wax presents Wax On Records compilation vol2 – Eau Rouge pt.3 – Wax On Records
- 2009 – Blue Bar Formentera: Connected -Eau Rouge Pt2.
- 2009 – Ibiza Summer Dance Hits – When ya gotta go ya gotta go
- 2009 – Arrivals & Departures (lounge connections) vol. 2. – So Many Ways
- 2009 – Coming Home by Nightmares On Wax – Soon, Lee Everton – So Proud of you (Gelka rmx)
- 2009 – Buhne 16 (On The Beach) – Soon – Wawe Music
- 2009 – Gelka Soon – The Singles
- 2009 – Islands – King Kamehameha vol. 6. – Soon (The Deadbeats rmx) @ Big City Beats
- 2009 – Feelibiza – Pura Vida – Angry Eyes
- 2009 – Wavemusic vol 13. Deluxe Edition – When Ya Gotta Go...
- 2009 – Easy Beats 5. – Soon @ Wavemusic
- 2009 – Kulturkantine – Exotic Lounge Session – Cd2. Eau Rouge Pt1. @ SBC (Sony Music)
- 2009 – La Nuit – The Finest Of Chill House Lounge Vol. 2. – So Many Ways @ Ministry Of Sound
- 2009 – Space Ibiza Tranquil – Eau Rouge pt.3 CD1. @ Essential Records
- 2009 – Dj Funnel – Laid Back – Angry Eyes @ Troop Records
- 2009 – Milano Fashion 8 – Soon Cd1. – High Note Records
- 2009 – Klassik Lounge Werk 8 – Soon (The Deadbeat rmx) @ Klassik Radio/High Music
- 2009 – Ram Cafe 4 Lounge & Chillout – Soon (The Deadbeat rmx @ Magnetic Records
- 2009 – La Nuit vol 4. – So Many Ways – Ministry Of Sound

## Kapcsolódó linkek
- Café del Mar
- Spotify
- Primate interjú
- A38 interjú
- Cheads Interview
- We love Budapest interjú